# Hugues II de Molise
Hugues II de Molise († 29 octobre ou 28 décembre 1156) est un baron italo-normand du royaume de Sicile, seigneur de Bojano et comte du Molise.

## Biographie
Descendant du seigneur normand Guimundus de Castrum Molinis, et fils du comte Hugues Ier de Molise († après septembre 1105), Hugues II de Molise appartient à une importante famille implantée en Molise depuis les années 1040.
Dans les années 1110, il succède à son frère aîné Simon († 1114/1118) à la tête du puissant comté de Molise.
À une date inconnue, il épouse Clémence, fille bâtarde du roi Roger II de Sicile et d'une concubine. Il la répudie (avant 1153) avant d'épouser une certaine Adélaïde (encore vivante en 1206). Le pape Eugène III avait d'abord refusé au comte Hugues l'annulation de son premier mariage.
Les Annales Casenses mentionne le fait qu'en 1135, le comte Hugues de Molise est capturé à Aversa par le roi Roger II de Sicile, peut-être après s'être rebellé.
En 1137, Hugues II de Molise abandonne une nouvelle fois sa fidélité envers le royaume sicilien pour se ranger aux côtés de l'empereur germanique Lothaire de Supplinbourg, poussé par le pape Innocent II et l'empereur byzantin Jean II Comnène, hostiles aux Normands, à attaquer le roi Roger II. Hugues II de Molise suivra un autre rebelle normand, le comte Guillaume de Loritello (fils de Robert de Loritello, de la famille Hauteville), et prêtera hommage à l'empereur Lothaire. 
Après avoir été brièvement dépossédé de ses biens, il est pardonné par le roi et nommé justicier du royaume.